# Vendome (Jazz-Titel)
Vendome ist ein von dem Pianisten John Lewis komponierter Jazz-Song des Modern Jazz Quartet aus dem Jahr 1953. Der am 22. Dezember 1952 aufgenommene Titel erschien im Mai 1953 auf dem ersten Album der Combo und zuvor als Single (gekoppelt mit dem Standard Rose of the Rio Grande auf der B-Seite).

## Musik
Der rein instrumentale Song (Klavier, Vibraphon, Bass und Schlagzeug) kombinierte Swing-Rhythmen mit klassischen Elementen der Musik von Johann Sebastian Bach. Besonders in einem kurzen Abschnitt zu Beginn des zweiten Teils scheint der Song geradezu zu schweben, was auch auf das Geschick des Schlagzeugers Kenny Clarke zurückzuführen ist. Es handelte sich um das erste Mal, dass Lewis die Form der Fuge verwendete. Wie einige andere Kompositionen von Lewis war das Stück zunächst fast durchgängig komponiert, insbesondere die Bass- und Schlagzeugnoten.

## Coverversionen
Es gibt nur wenige Coverversionen des Titels, etwa von Tony Scott, Wolfgang Lauth und den Swingle Singers. Das Modern Jazz Quartet hat Vendome wiederholt aufgenommen, etwa auf Pyramid (1960), auf European Concert (1962) und auf Blues at Carnegie Hall (1966).